# Johan Anker
Johan August Anker (Berg, 26 juni 1871 – Halden, 2 oktober 1940) was een Noors zeiler.
Anker behaalde tijdens de Olympische Zomerspelen 1908 de vierde plaats in de 8 meter klasse. Vier jaar later tijdens de Olympische Zomerspelen 1912 won Anker de gouden medaille in de 12 meter klasse. Zestien jaar won Anker samen met zijn zoon Erik, de Noorse kroonprins Olav en Håkon Bryhn de gouden medaille in de 6 meter klasse tijdens de Olympische Zomerspelen 1928.

## Olympische Zomerspelen
| Jaar | Plaats    | Resultaten        |
| ---- | --------- | ----------------- |
| 1908 | Londen    | 4e 8 meter klasse |
| 1912 | Stockholm | 12 meter klasse   |
| 1928 | Amsterdam | 6 meter klasse    |

1908: Charles Crichton / Gilbert Laws / Thomas McMeekin ·
1912: Amédée Thubé / Gaston Thubé / Jacques Thubé
1920 (model 1907): Frédéric Bruynseels / Émile Cornellie / Florimond Cornellie ·
1920 (model 1919): Andreas Brecke / Paal Kaasen / Ingolf Rød ·
1924: Christopher Dahl / Eugen Lunde / Anders Lundgren ·
1928: Erik Anker / Johan Anker / Håkon Bryhn / Olaf van Noorwegen ·
1932: Olle Åkerlund / Åke Bergqvist / Martin Hindorff / Tore Holm ·
1936: Miles Bellville / Christopher Boardman / Russell Harmer / Charles Leaf / Leonard Martin ·
1948: Alfred Loomis / Michael Mooney / James Smith / James Weekes / Herman Whiton ·
1952: Everard Endt / John Morgan / Eric Ridder / Julian Roosevelt / Emelyn Whiton / Herman Whiton
1908: John Aspin / John Buchanan / James Bunten / Arthur Downes / John Downes / David Dunlop / Thomas Glen-Coats / John Mackenzie / Albert Martin / Gerald Tait ·
1912: Johan Anker / Nils Bertelsen / Eilert Falch-Lund / Halfdan Hansen / Arnfinn Heje / Magnus Konow / Alfred Larsen / Petter Larsen / Christian Staib / Carl Thaulow
1920 (model 1907): Halvor Birkeland / Rasmus Birkeland / Lauritz Christiansen / Halvor Møgster / Hans Næss / Henrik Østervold / Jan Østervold / Kristian Østervold / Ole Østervold ·
1920 (model 1919): Arthur Allers / Martin Borthen / Johan Friele / Kaspar Hassel / Erik Ørvig / Olaf Ørvig / Thor Ørvig / Egill Reimers / Christen Wiese
- Bibsys: 3063277
- Gemeinsame Normdatei: 1249451787
- International Standard Name Identifier: 0000 0000 3620 6765
- KulturNav: ca0523a7-bd89-4cc7-a00a-fea2bf0be0e6
- Library of Congress Control Number: n2003046175
- Virtual International Authority File: 55985723
- WorldCat: E39PBJgCPdFvX8j84FrCMRWYyd